# Чулымское сельское поселение (Кемеровская область)
Чулы́мское се́льское поселе́ние — муниципальное образование в Тяжинском районе Кемеровской области. Административный центр — село Чулым.

## История
Чулымское сельское поселение образовано 17 декабря 2004 года в соответствии с Законом Кемеровской области № 104-ОЗ.

## Население
| 2010 | 2011 | 2012 | 2013 | 2014 | 2015 | 2016 |
| ---- | ---- | ---- | ---- | ---- | ---- | ---- |
| 297  | ↘296 | ↘291 | ↘279 | ↘262 | ↘254 | →254 |
| 2017 | 2018 | 2019 |      |      |      |      |
| ↘250 | ↘242 | ↘237 |      |      |      |      |

## Состав сельского поселения
| № | Населённый пункт | Тип населённого пункта       | Население |
| - | ---------------- | ---------------------------- | --------- |
| 1 | Макарово         | деревня                      | 63        |
| 2 | Чулым            | село, административный центр | 234       |